# Conanthalictus
Conanthalictus is een geslacht van vliesvleugelige insecten van de familie Halictidae.

## Soorten
- C. bakeri Crawford, 1907
- C. caerulescens Timberlake, 1961
- C. cockerelli Timberlake, 1961
- C. conanthi (Cockerell, 1901)
- C. cotullensis Crawford, 1907
- C. deserticola Timberlake, 1961
- C. macrops Cockerell, 1916
- C. mentzeliae Timberlake, 1961
- C. minor Timberlake, 1961
- C. namatophilus Timberlake, 1961
- C. nigricans Timberlake, 1961
- C. seminiger Michener, 1937
- C. wilmattae Cockerell, 1936